# Scott Young
Scott Allen Young (Clinton, 1º ottobre 1967) è un ex hockeista su ghiaccio statunitense.

## Palmarès

### Olimpiadi
- Argento a Salt Lake City 2002.

### Mondiali Juniores
- Bronzo a Hamilton 1986.